# Convenció constitucional
La Convenció Constitucional és un mètode d'elaboració de la Constitució basada en l'autoconvocatòria d'un cos representatiu.
En tractar-se de constitucions de nova planta, que substitueixen íntegrament les disposicions constitucionals preexistents, generalment a causa del seu caràcter poc democràtic, no està obligada a seguir les disposicions de reforma previstes.
A Catalunya, el Grup Promotor per a la Convenció Constitucional va elaborar i presentar a la Presidenta del Parlament de Catalunya el 28 de gener de 2015 una proposta de Convenció Constitucional que integrava diversos conceptes de la democràcia en cas d'una eventual secessió.